# 新ニッポン探検隊
『新ニッポン探検隊!』（しんニッポンたんけんたい）は、内閣府提供のテレビ番組（政府広報番組）である。日本テレビ系列の毎週日曜6:30から6:45までの15分間放送されていた（字幕放送）。2002年4月7日開始。事業仕分けでの政府広報に関する予算削減の影響から2010年3月28日の放送をもって終了。8年の放送に幕を閉じた。
全国31局同時ネットで、全てのネット局が上記の時刻に放送されていた。日本テレビ系列のない沖縄県（沖縄テレビで放送）を含め、全ての都道府県で視聴可能だった。

## 出演者

### メイン（隊長）
- 早見優（産休時に相本久美子が代役を務めた時期もあった）

### アシスタント（隊員）
いずれも日本テレビ「男性」アナウンサー
- 藤井貴彦
- 寺島淳司
- 高橋雄一（2003年12月 - 2007年9月）
- 藤井恒久（2007年10月 - 2010年3月）

## その他
- 前番組は『さわやかニッポン』（土曜7:45 - 8:00、後に『ズームイン!!サタデー』開始に伴い現在の時間となった）であったが、同番組進行役であった笛吹雅子アナウンサー（当時、後に『NNNニュースプラス1』→『NNN Newsリアルタイム』メインキャスター）の報道局異動に伴い、2002年4月よりタイトル改題及び大幅リニューアルする形で開始された。
- 番組タイトルの関係上、早見優が「隊長」、アナウンサーが「隊員」ということになっている。
- 2009年4月5日の放送からはオールロケ番組となった（日本テレビ放送網制作の途中からオールロケに変更された番組は1990年代後期以降なぜか多く、過去にも「とんねるずの生でダラダラいかせて!!」や「ザ!鉄腕!DASH!!」、「Oh!診」などがある。）。

## スタッフ
- 構成：武田隆
- 教授の声：高田べん（シグマ・セブン）
- ディレクター：斎藤伸晃、前田展宏、磯崎泰久
- プロデューサー：大島典子（日テレ）、渡辺豊（読売映像）、柴田泉（読売映像）
- チーフプロデューサー：谷原和憲
- 制作著作：日本テレビ

### 過去のスタッフ
- チーフプロデューサー：大山昌作→政橋雅人→高橋正弘→智片健二→後藤東
- プロデューサー：大島里美